# ویلهلمین کی
ویلهلمین مینی ماری انتمن کی یا ویلهلمین کی (انگلیسی: Wilhelmine Key; ۲۲ فوریهٔ ۱۸۷۲ – ۳۱ ژانویهٔ ۱۹۵۵) نسل‌شناس و متخصص ژنتیک اهل ایالات متحده آمریکا بود. او اولین زنی بود که دکترای جانورشناسی را از دانشگاه شیکاگو گرفت و در آنجا روی زنبورها مطالعه کرد. او به مطالعه اصلاح نژاد کمک کرد و یک معلم تأثیرگذار برای سوال رایت بود.

## زندگی
کی در هارتفورد، ویسکانسین، در سال ۱۸۷۲ به دنیا آمد. او چهارمین فرزند کاترین ای. نولر و چارلز جان انتمن بود. در دوران کودکی به مطالعه زنبورها می‌پرداخت. در سن ۱۶ سالگی در دانشگاه ویسکانسین-مدیسون ثبت نام کرد. او در آنجا به ادوارد آساهل بیرج در مطالعه دریاچه مندوتا کمک کرد. در سال دوم او معاون دوم کلاس شد.
بعداً در دوران تحصیل در دانشگاه، به انجمن افتخاری فی بتا کاپا پیوست. او مدرک بی‌ای خود را از دانشگاه ویسکانسین گرفت. او با حمایت یک فلوشیپ دردانشگاه شیکاگو شرکت کرد. در بزرگسالی، او علاقه دوران کودکی خود را به مطالعه زنبورها حفظ کرد و حتی برخی را به عنوان حیوان خانگی نگهداری می‌کرد. تحت نظارت چارلز داونپورت و چارلز اوتیس ویتمن بود، او تنوع زنبورها را مطالعه کرد. او افتخار لاتین magna cum laude را برای کار پایان‌نامه خود به دست آورد. ویلهلمین اولین زنی بود که دکترای جانورشناسی خود را از دانشگاه شیکاگو دریافت کرد.

## حرفه و پژوهش
پس از اخذ مدرک کارشناسی، کی به عنوان دستیار و زیست‌شناسی در دبیرستان گرین بی از سال ۱۸۹۴ تا ۱۸۹۸ کار کرد او سپس به دانشگاه شیکاگو رفت و در سال ۱۹۰۱ دکترای جانورشناسی خود را دریافت کرد او برای مدت کوتاهی تا سال ۱۹۰۲ به عنوان دستیار در دانشگاه شیکاگو باقی ماند پس از آن از سال ۱۹۰۳ تا ۱۹۰۴ رئیس بخش مطالعات و طبیعت در دانشگاه نیومکزیکو شد او پس از سه سال زندگی در کالیفرنیا، از سال ۱۹۰۷ تا ۱۹۰۹ به عنوان یک معلم در کالج بلمونت مشغول به کار شد سپس از سال ۱۹۰۹ تا ۱۹۱۲ استاد زبان آلمانی و زیست‌شناسی در کالج لومبارد شد جایی که او علاقه سوال رایت به ژنتیک را تقویت کرد. آنها در طول زندگی خود به نامه نگاری ادامه دادند.
از سال ۱۹۱۲ تا ۱۹۱۴، کی به عنوان یک پژوهشگر اصلاح نژادی در اداره ثبت کار کرد. پس از آن، او برای مدت کوتاهی به عنوان محقق در انجمن خیریه عمومی در پنسیلوانیا کار کرد. از سال ۱۹۱۴ تا ۱۹۱۷، او مدیر آموزش در مدرسه آموزشی ایالتی پنسیلوانیا در پولک بود.
بعدها، کی به مدت سه سال به عنوان مجموعه دار کار کرد. از سال ۱۹۲۰ تا ۱۹۲۵، او رئیس تحقیقات زیست‌شناسی و اصلاح نژاد در بنیاد بهبود نژاد بود. در آنجا، او سخنرانی‌هایی از جمله با موضوعات «تناسب ارثی و انسانی»، «اثر مقایسه‌ای بر وراثت و محیط فردی»، «وراثت و شخصیت»، «آیا ما بهتر از پدرانمان هستیم؟»، «دوستان ما، درختان»، و «وراثت و اصلاح نژاد» را انجام داد. او در باشگاه باغ بتل کریک در مورد اهمیت درختان صحبت نیز کرد.
از سال ۱۹۲۵ تا زمان مرگش در سال ۱۹۵۵ به عنوان محقق خصوصی کار کرد. بخشی از وقت او صرف هیئت مشاوره یک مرکز هنری جدید در فلوریدا شد که توسط بنیاد تاریخ زنان ساخته شده بود.

## زندگی شخصی
کی با کاریکاتوریست، فرانسیس بروت کی ازدواج کرد. آنها در لس آنجلس در کلیسای فرشتگان در ۲۳ ژوئن ۱۹۰۶ ازدواج کردند مدت کوتاهی پس از ازدواج آنها، شوهر کی در ۲ دسامبر ۱۹۰۶ بر اثر بیماری سل درگذشت کی در ۳۱ ژانویه ۱۹۵۵ در حالی که برای دیدن خانواده در اورت، واشینگتن ملاقات می‌کرد، بر اثر خونریزی مغزی درگذشت. او در گورستان روستای هارتلند در هارتلند، ویسکانسین به خاک سپرده شده‌است.

## میراث
او بخش اعظم دارایی‌اش را برای تأمین هزینه‌های یک مجموعه سخنرانی برای ژنتیک انسانی در انجمن ژنتیک آمریکا که نام او را یدک می‌کشد وصیت کرد. بخش باقیمانده به دانشگاه ویسکانسین-مدیسون سپرده شد تا کمک هزینه‌های تحصیلی برای تحقیقات را تأمین کند.